# Synagogue de Brüx (1873-1938)

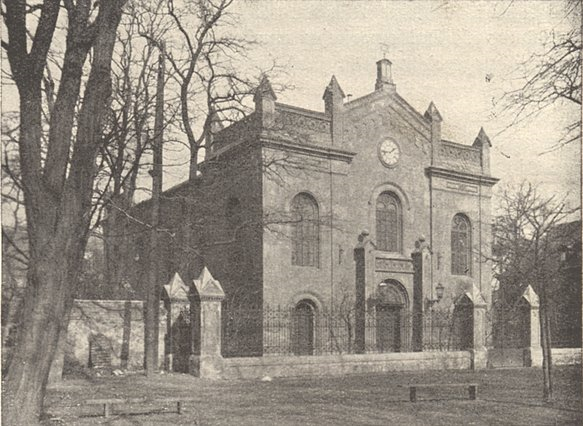
Synagogue de Brüx vers 1920

La synagogue de Brüx ou synagogue de Most, inaugurée en 1873, a été incendiée par les nazis pendant la nuit de Cristal en novembre 1938, comme la plupart des synagogues et salles de prière juives en Allemagne et dans les territoires annexés.
La ville de Brüx (maintenant Most) fait partie jusqu'en 1918 de l'empire d'Autriche, puis d'Autriche-Hongrie. Après la Première Guerre mondiale, elle est rattachée à la Tchécoslovaquie, malgré la présence d'une population très majoritairement germanophone. Lors des accords de Munich de l'automne 1938, les Sudètes sont rattachés au Reich allemand et Brüx fait partie du Reichsgau Sudetenland. Après la Seconde Guerre mondiale, la ville redevient tchécoslovaque sous le nom tchèque de Most, et la plupart de ses habitants germanophones sont expulsés.

## La communauté juive au Moyen Âge
Selon les sources disponibles, la présence d'habitants d'origine juive dans la ville de Brüx est prouvée dès le XIVe siècle. Comme presque toutes les villes royales, une partie de Brüx médiévale abrite une communauté juive vivant dans un quartier fermé, ou ghetto. Le premier cimetière de l'époque se trouve à proximité de ces lieux et disparait sans laisser de trace. L'emplacement de la colonie juive dans la ville est indiqué par les noms de rues "Židovská" et "Malá Židovská" utilisées jusqu'au milieu du XVIIIe siècle, qui désignent les rues Rozmarýnova et Hvězdna actuelles. L'emplacement de l'ancienne salle de prière ou synagogue est inconnu. On ne sait pas grand-chose de la vie intérieure de la communauté juive locale au Moyen Âge. Celle-ci ne doit probablement pas se différencier de la vie des communautés juives des autres villes. Les Juifs ne sont pas soumis à l'autorité du magistrat de la ville, mais à celle d'un magistrat juif spécial. Ils sont contraints de payer une taxe à la chambre royale pour obtenir l'autorisation de séjourner et de faire du commerce dans la ville. Les Juifs sont également obligés de porter des vêtements spéciaux et un couvre-chef. Ils portent un insigne jaune sur leurs vêtements. Les restrictions à leur liberté personnelle sous la forme de diverses réglementations et interdictions ne font pas exception. La preuve écrite de la plus ancienne présence de Juifs dans la ville est un billet de dette de 1393, émis par Boreš le Jeune, seigneur de Rýzmburk (Osek) à ses créanciers Ascher et Isaak de Brüx. Outre Boreš, les débiteurs du nommé Isák sont également de nombreux bourgeois et nobles de Brüx, de Bohême et de Saxe. Le duc de Saxe et margrave de Meissen, Frédéric, à qui Brüx est promis à cette époque, fait arrêter Isaak et les membres de sa famille et saisir ses biens en raison de différends avec ses créanciers. Isaak meurt pendant son emprisonnement et son fils Leb, libéré contre rançon, déménage peu de temps après à Leitmeritz avec sa famille. Parmi les Juifs cités comme prêteurs, on trouve: Asen, Isaak, Heimann, Zeckel, Smochel, Eberlein et Salomon.
Au début du XVe siècle, les prêteurs sur gage juifs Michel le Grand et Michel le Petit de Brüx et de Bilin, une ville située à environ 12 km de Brüx, font d'importantes affaires en prêtant de l'argent non seulement aux bourgeois mais aussi à de nombreux seigneurs, qui mettent en gage leurs domaines. Les archives nationales de Dresde conservent deux lettres de change émises à Bílin par ces deux prêteurs sur gage. L'une mentionne la somme de 6 schock (1schock = 60 groschen) et 45 groschen, l'autre de 19 groschen. Un autre billet de dette date de 1418 du juif Michel le Grand de Bílin pour 8 schock et un autre billet de 1419 du juif Michel de Brüx pour 45 schock. La même année, un autre billet à ordre est émis par Michel de Bílin et Michel de Brüx pour 4 schock. Le taux d'intérêt est élevé et représente 1 groschen par semaine pour 1 schock.
Il est probable que le sentiment anti-juif engendré par ces prêts à taux élevés ai conduit les autres Juifs à quitter la ville au cours des années 1453 à 1456. On ignore si leur départ a été volontaire ou s'ils ont été expulsés. Un décret du 20 juin 1464 émis par le roi Georges de Bohême interdit à tous les Juifs de séjourner dans la ville et ses environs dans un rayon d'environ 7,5 km. L'interdiction est émise à la suite d'une plainte des représentants de la ville selon laquelle les Juifs nuisent à la ville. On ne sait pas exactement où sont allés les Juifs de Brüx. L’interdiction de résidence est renouvelée le 30 mars 1549 par Ferdinand Ier. Pendant la période de l'interdiction de séjour, les Juifs sont autorisés à s'installer dans certains villages environnants et dans des domaines seigneuriaux, à condition que la distance par rapport à l'église de Brüx soit respectée.

## La communauté moderne et sa synagogue
Au milieu du XIXe siècle, il y a des communautés juives à Eidlitz (maintenant Údlice), à Hareth ( maintenant Hořany), à Hochpetsch (Lišnice) et à Kolosoruk (Korozluky) dans les environs de Brüx, chacune avec leur propre maison de prière. Au fil du temps, une communauté juive avec sa propre synagogue s'est établie à Hochpetsch.
Ce n'est qu'après l'année révolutionnaire de 1848 et l'accession de l'empereur François-Joseph sur le trône que les Juifs peuvent de nouveau s'installer en ville. Le premier juif à s'installer dans la ville est Leopold Mendl de Korozluky. Mais en 1855, les Juifs sont à nouveau privés de leurs droits et ne sont pas autorisés à passer la nuit à Brüx, à l'exception des propriétaires de maison. Ils ne vont obtenir pleinement leurs droits civils qu'avec les lois constitutionnelles adoptées en 1867. Les Juifs des villages environnants commencent alors à s'installer dans la ville, où ils se livrent initialement principalement au commerce des céréales et du bétail. En 1864, une maison de prière est construite et en 1868, la Société pour une maison de prière est fondée pour la construction d'une synagogue dotée du statut d'État, et peu de temps après, la communauté religieuse juive moderne, également connue sous le nom de communauté cultuelle israélite.

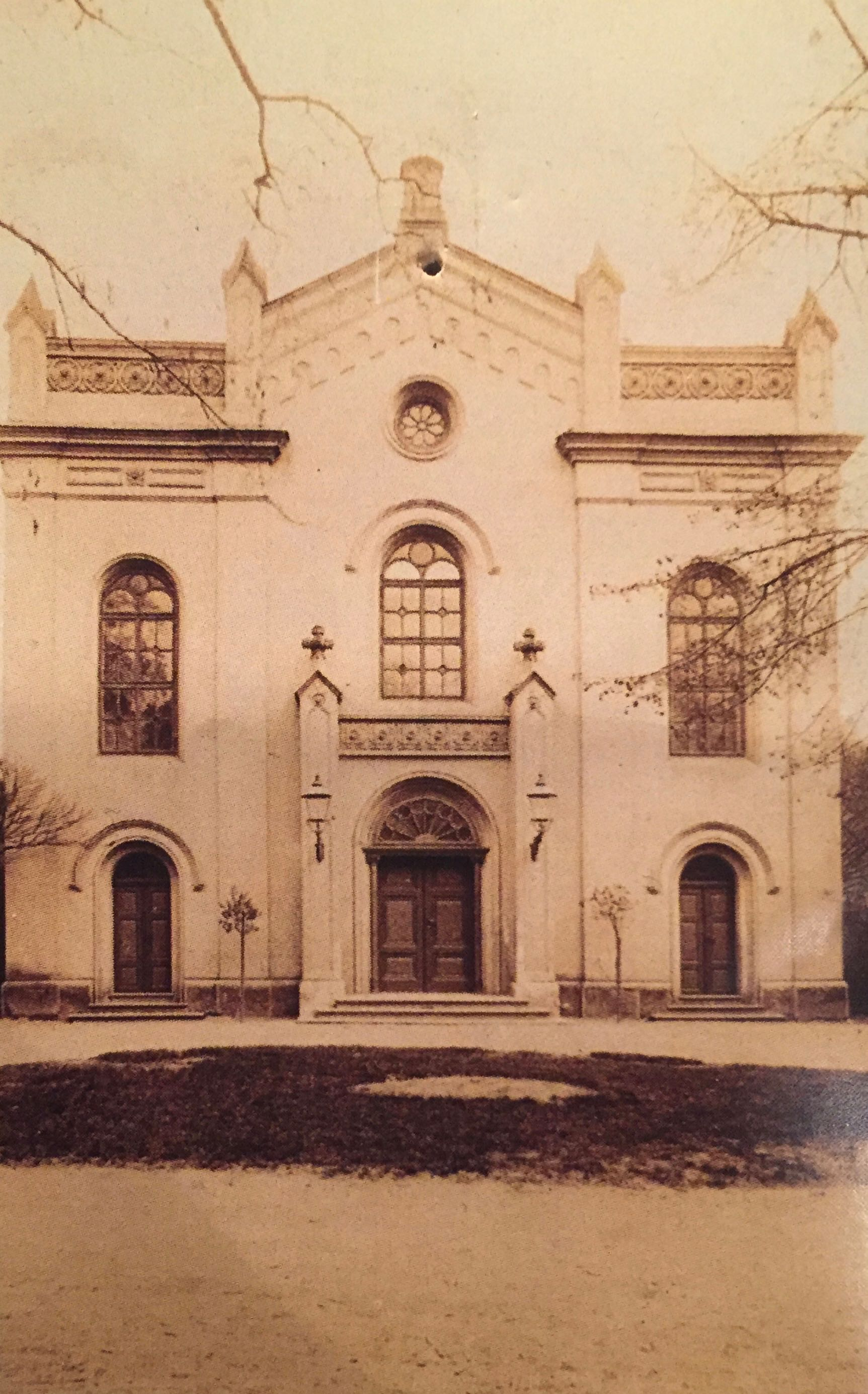
Façade avant de la synagogue

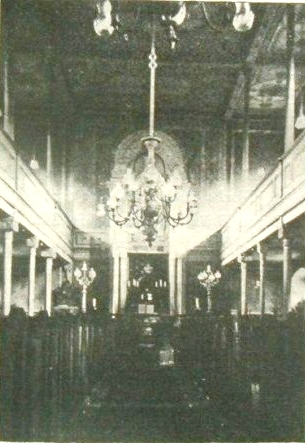
Intérieur de la synagogue

Le premier président de la communauté juive de Brüx est Abraham Hirsch, qui joue un rôle déterminant dans la construction de la synagogue. Jusqu'alors, les Juifs de Brüx fréquentaient la synagogue de Hareth, distante d'une trentaine de kilomètres. La première pierre de la synagogue est posée le 24 août 1872 et la cérémonie de consécration a lieu le 22 septembre 1873. La synagogue de Brüx est construite dans un style éclectique. La maison de la communauté religieuse juive est construite dans le jardin de la synagogue en 1930 –1931. La synagogue est située à la limite nord-est de la vieille ville, sur un terrain situé sur la Ringstrasse, près de la place Sainte-Anne, à proximité de l'église évangélique Sainte-Anne.
Alexander Kisch est le premier rabbin de Brüx, nommé en 1874, et responsable de la vie religieuse de la communauté. Joseph Spitz, figure éminente de la communauté juive, est élu au conseil municipal de Most. Il contribue en 1887 à la décoration intérieure de la synagogue et sera décoré de l'Ordre de la Croix de Chevalier par l'empereur François-Joseph Ier pour ses services.
Dans le dernier quart du XIXe siècle, environ 1 000 personnes de religion juive vivent à Brüx, soit un vingtième de tous les habitants de Brüx, de langue allemande. Parmi eux, on compte dix avocats, cinq médecins et deux greffiers, mais la plupart sont des commerçants. À la fin des années 1920, le nombre de Juifs de Brüx atteint 1 260 personnes soit son maximum.

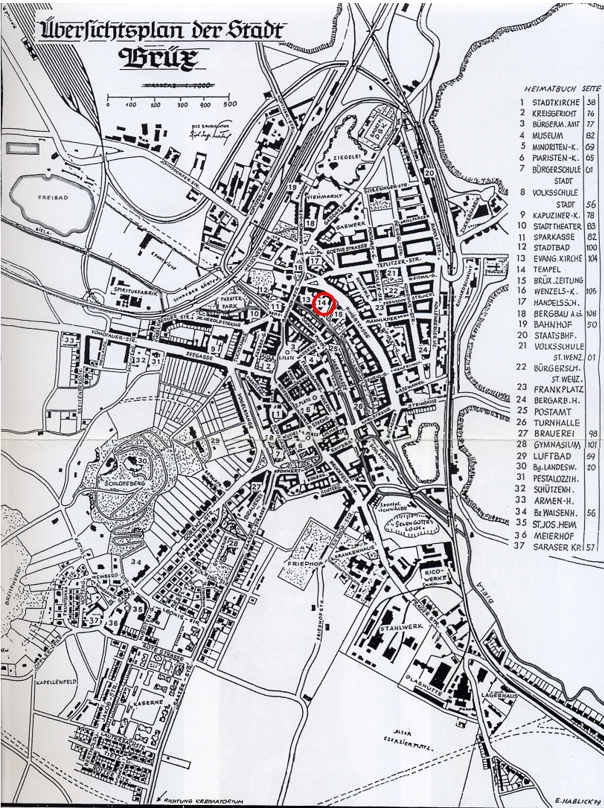
Plan de la vieille ville de Brüx avec le site de la synagogue entouré de rouge

La synagogue est incendiée dans la soirée du 10 novembre 1938 et le même jour, des manifestations antijuives ont lieu, au cours desquelles une foule déchainée brise les vitrines des magasins juifs et les fenêtres des maisons et des appartements des habitants juifs de la ville. On ignore le nombre d'habitants juifs qui ont alors été envoyés dans des camps de concentration.
Les vestiges de la synagogue sont rasés plus tard, probablement en 1940. Les événements de Brüx sont relatés par P. Bonaventura, dans la chronique du monastère : « Le 10 novembre, vers 18 heures, la synagogue juive a été délibérément incendiée et complètement brûlée. De nombreux juifs se sont enfuis, beaucoup ont été capturés et contraints au travail physique ». Selon un recensement, au 31 mai 1941, il ne reste plus que 41 personnes d'origine juive à Brüx. Les habitants juifs qui n'ont pas émigré sont arrêtés par la Gestapo au cours de l'hiver 1941-1942 et leurs maisons confisquées. La communauté juive de Brüx, qui avait contribué de manière significative à l'histoire et à la vie de la ville, a entièrement disparu.
Après la Seconde Guerre mondiale, la vie de la communauté religieuse est brièvement rétablie. Dans les années 1950, la communauté religieuse se transforme en communauté synagogale, mais celle-ci disparait dans les années 1970. Aujourd'hui, les membres de la communauté juive de Brüx devenu Most appartiennent à la communauté religieuse juive de Teplice.
Dans les années 1970, la zone de la vieille ville est recouverte par l'exploitation à ciel ouvert du lignite et rasée jusqu'à ce qu'il ne reste plus que quelques vestiges. L'ancien emplacement de la synagogue se trouve aujourd'hui dans la zone inondée de l'exploitation à ciel ouvert.